# Crisi di Biserta

Zona militare di Biserta– Ferryville

Zona militare nel sud della Tunisia

La crisi di Biserta (in francese Crise de Bizerte, in arabo أحداث بنزرت‎?, ʾAḥdāth Bīzart) avvenne nel luglio 1961 quando la Tunisia impose un blocco alla base navale francese di Biserta, in Tunisia, sperando di forzarne l'evacuazione. La crisi culminò in una battaglia di tre giorni tra le forze francesi e tunisine che lasciò circa 630 tunisini e 24 morti francesi e che alla fine portò la Francia a cedere la città e la base navale alla Tunisia nel 1963.

## Contesto
Dopo l'indipendenza della Tunisia dalla Francia nel 1956, la Francia rimase al controllo della città di Biserta e della sua base navale, un porto strategico sul Mediterraneo, che svolse un ruolo importante nelle operazioni francesi durante la guerra d'Algeria. La Francia aveva promesso di negoziare il futuro della base, ma fino ad allora si era rifiutata di rimuoverla. La Tunisia si infuriò ulteriormente dopo aver appreso che la Francia aveva intenzione di espandere la base aerea.
Nel 1961, le forze tunisine circondarono e bloccarono la base navale nella speranza di costringere la Francia ad abbandonare i suoi ultimi possedimenti nel paese. Dopo che la Tunisia mise in guardia la Francia contro qualsiasi violazione dello spazio aereo tunisino, i francesi inviarono con aria di sfida un elicottero. Le truppe tunisine risposero sparando colpi di avvertimento. In risposta al blocco, 800 paracadutisti francesi furono inviati dal governo francese come dimostrazione di forza.
Tuttavia, quando gli aerei da trasporto con i paracadutisti atterrarono sull'aerodromo, le truppe tunisine li catturò con mitragliatrici mirate. In risposta, i jet francesi supportati dalle truppe armate con obici da 105 mm attaccarono largamente i posti di blocco tunisini, distruggendoli completamente. I carri armati francesi e le autoblindo entrarono in seguito in territorio tunisino e spararono nella città di Menzel-Bourguiba, uccidendo 27 soldati e civili. Il giorno seguente, i francesi lanciarono un'invasione su vasta scala della città di Biserta. Le poche postazioni di artiglieria dei tunisini furono distrutte dai razzi lanciati dagli aerei francesi. I carri armati e i paracadutisti penetrarono nella città da sud, mentre i forze della marina presero d'assalto il porto da mezzi da sbarco. Tre incrociatori francesi vennero posizionati al largo. I soldati tunisini, i paramilitari e i volontari civili organizzati si impegnarono frettolosamente contro i francesi in pesanti combattimenti di strada, ma furono respinti dalle forze francesi di gran lunga superiori. I francesi invasero la città il 23 luglio 1961.

## Conseguenze

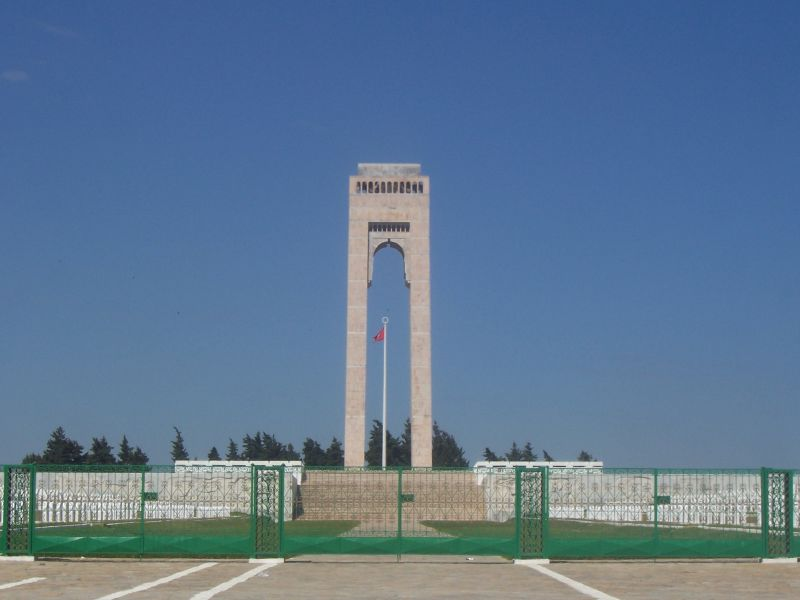
Monumento ai martiri di Biserta

Inizialmente le Nazioni Unite non furono in grado di svolgere alcun tipo di azione sostanziale contro i francesi, cosa che fece infuriare le autorità tunisine. I francesi consegnarono infine Biserta il 15 ottobre 1963, dopo la conclusione della guerra d'Algeria.